# Ophiosteira bullivanti
Ophiosteira bullivanti är en ormstjärneart som beskrevs av Fell 1961. Ophiosteira bullivanti ingår i släktet Ophiosteira och familjen fransormstjärnor. Inga underarter finns listade i Catalogue of Life.